# Geesje Van de Linde
Geesje Van de Linde (ur. 8 stycznia 1963) – australijska judoczka.
Uczestniczka mistrzostw świata w 1986. Złota i brązowa medalistka mistrzostw Oceanii w 1983 i brązowy w 1994. Mistrzyni Australii w 1985 i 1986 roku.